# Aerococcus
Aerococcus es un género de cocos Grampostivos aeróbicos y anaeróbicos facultativos, de la familia Aerococcaceae. Se presentan individualmente, en pares, tétradas, o en pequeños grupos. El nombre fue propuesto para un grupo con forma de cocos que se encuentran comúnmente en el aire [1] diferentes a los estreptococos.

## Características
Son catalasas y oxidasas negativas y no producen esporas [2]. No forman cadenas, aunque A. christensenii forma cadenas pequeñas. No son móviles. Producen una hemólisis alfa en agar sangre y forman pequeñas colonias no pigmentadas (con excepción de algunas cepas de A. viridans que produce colonias con pigmento amarillo) después de 24 horas de incubación a 37 °C. Son nutricionalmente exigentes. Crecen en medios con 6.5% NaCl [3]. Tienen una tendencia característica a formar tétradas cuando crecen en caldos de cultivo. Se encuentran en el medioambiente, casi siempre en asociación con agua y pueden aislarse en aire, polvo, suelo, vegetación, productos cárneos y en ambientes hospitalarios [4].
El estándar de oro para la identificación de estas especies se basa en la secuenciación del gen 16S rRNA. Sin embargo, existen métodos como el MALDI-TOF MS que permite la identificación rápida y precisa de este género [5].

## Patogenia
A. urinae y A. sanguinicola han sido documentadas como agentes de infecciones del tracto urinario y endocarditis en pacientes inmunocomprometidos [2, 6]. A. viridans, causa una enfermedad mortal de las langostas denominada gafkemia, pero en los seres humanos son fundamentalmente oportunistas. Los aerococos han sido aislados en pacientes con algunos trastornos clínicos, como endocarditis, bacteriemia, meningitis, artritis séptica, osteomielitis e infecciones de heridas. Se ha reportado que A. viridans es resistente a la penicilina [2].